# Український конґресовий комітет Америки
Украї́нський Конґресо́вий Коміте́т Аме́рики (УККА; англ. Ukrainian Congress Committee of America, UCCA) — безпартійна неприбуткова організація, яка репрезентує українську громаду Сполучених Штатів Америки. Член-засновником Світового конґресу українців (1967) як і Центральної і східньо-європейської коаліції (1994). Крайова канцелярія з 1940 знаходиться в місті Нью-Йорк, а бюро Української Національної Інформаційної Служби (УНІС) з 1977 у Вашингтоні. Через перші 2 десятиліття відновлення незалежності України, було бюро УККА також в Києві. Маючи десятки місцевих відділів УККА і загально-крайову мережу добровольців по всій території США, а також Крайову раду котра об'єднує 30 крайових об'єднань чи централі суспільно-політичних, професійних, господарчих, жіночих, молодечих, ветеранських, наукових, культурних, церковних і місцевих організацій.

## Історія заснування
На початку XX століття були два попередні загальнодержавні з'їзди українців у «З'єднаних Стейтах Америки», з значним внеском Українських Січових Стрільців, ветеранів Армії Української Народної Республіки та дипломатів з обох Українських Народних Республік. «Перший Український Сойм в Америці» відбувся у знаменитому залі Cooper Union в місті Нью-Йорку, 30-31 жовтня 1915, при якому була заснована Федерація Українців у Злучених Державах (1915-1919). Незважаючи що ця Федерація залишалися активна аж після закінчення Великої війни, не змогла зберегти єдність серед української громади, зокрема тими, які висловили незгоду з впливом соціалістів серед керівництві Федерації. У результаті, Український Народний Союз разом з кількох громадських організацій котрі підтримали впливового католицького єпископа Сотера Ортинського, відішли з Федерації та створили «Український Альянс Америки» в 1916 році. У 1918 році, Альянс опублікував перший англомовний журнал присвячений Україні, створив перше Українське інформаційне бюро у Вашингтоні, та перейменував себе Українським Національним Комітетом. 16-17 січня 1919, Комітет скликав «Народний З'їзд Українців» у місті Нью-Йорку.

Об'єднавча організація яка проіснувала найдовше перед засновання УККА була Обєднаннє Українських Орґанізацій в Америці (1922–1939), котра скликала 8 «Конґресів Українців Америки», вперше у 1922, 1923, 1924 і 1927 у місті Філадельфії, а пізніше в місті Нью-Йорку у 1930, 1933, 1936 і 1939. На Восьмому Конґресі, що відбувся 2 грудня 1939, головна увага делегатів була на військові конфлікти в Европі, головний серед них об'єднана Польська кампанія Третього рейху та СРСР Сталіна і анексії українських земель:
Наблизився той час, у якому знов рішатиметься доля України, себто тої землі, з якою ми звязані кровю і духом. У тій важній хвилині, ми, що є під опікою американського звіздистого прапору, хочемо дати нову поміч українському тризубові. Хочемо допомогти тому, що несе українському народові волю і свободу, а Україні такий суспільний устрій, що забезпечив би кожній одиниці працю, охорону перед визиском, розвиток її індивідуальних сил та змогу по свому думати, говорити чи писати і порядкувати своїм особистим життям.
Конґрес прийняв постанову про скликання «всеукраїнського національного конґресу», який покликав би до життя «Верховний Репрезентативний Провід Американських Українців», і оголосив дату скликання Конґресу на 16-17 березня 1940 в Нью-Йорку. 24 лютого 1940 у Філадельфії відбулося заключне засідання лідерів Обєднаннє, які прийняли ще одну резолюцію: за пропозиції Організації Державного Відродження України (ОДВУ), Обєднаннє Українських Орґанізацій в Америці оголосили що були готові відмовитися від свого рішення щодо скликання Конґресу, якщо чотири найбільші українські братські союзи в Америці погодуться до взяти на себе ініціативу зібрання Конґресу Українців в Америці, у такий спосіб, щоб запрошення приєднатися до конгресу, як і будь-яке інше повідомлення в цій справі, бути підписані тільки названими братськими союзами, і що президія, яка буде головувати Конґрес, також буде створена ними. Це було зроблено щоб репрезентації всіх центральних чи загальнодержавних українських організацій в Америці працювали під одною умовою, і заявляли про свою готовність брати участь у Конґресі, в межах якого вони були покликані до рівноправної співпраці в обговореннях і прийнятті платформи, резолюцій і програму зазначеного Конґресу, а також у новоутвореному постійному представництві українців Америки, «Українського Конґресового Комітету».

16-17 березня 1940 в Нью-Йорку відбулася нарада керівних органів чотирьох братських союзах — Український Народний Союз, Український Робітничий Союз, Союз Українців Католиків «Провидіння» в Америці, і Українська Народна Поміч — у справі скликання «безпартійного Всеукраїнського Конґресу Українців Америки». За підсумками наради була видана прокламація «До Українського Громадянства в Америці» в якому було заявлено:
Підписані представники чотирьох центральних українських запомогових орґанізацій в Америці беруть на себе в цій історичній хвилі почин в акції для піддержки змагань українського народу до вільного державного життя і скликають у тій ціли на день 24-го травня цього року до Вашингтону — КОНҐРЕС АМЕРИКАНСЬКИХ УКРАЇНЦІВ. Мета Конґресу — заманіфестувати перед широким світом право українського народу на вільний державний розвиток, нарівні з іншими народами Европи, і наладити дальшу акцію тутешніх українських орґанізацій на допомогу державним змаганням до самостійної, соборної і народоправної України.
13 квітня 1940 у Філадельфії відбулася нарада чотирьох братських союзів на які були запрошені представники організацій, які погодились на програмову відозву Конґресу, які б допомогли у підготовчій Конґресові Раді: Жіноча Громада, Ліґа Української Католицької Молоді, Ліґа Української Молоді Північної Америки, Молоді Українські Націоналісти, Організація Державного Відродження України, радикально-соціалістична політична організація Оборона України, Організація Оборони Лемківщини в Америці,  Організація Українських Професіоналістів, Союз Гетьманців-Державників, Союз Українок Америки, Стрілецька Громада колишніх вояків, Українська Національна Рада, Український Золотий Хрест, Чорноморська Січ,  та склад Обєднаннє Українських Орґанізацій в Америці.

#### I Конґрес Американських Українців
Ми знову заявляємо Америці та цілому світові, що Україпа хоче бути, може бути й повинна бути незалежною державою, та що признання її права на самовизначення та до незалежности на рівні з іншими народами є в інтересі її населення та в інтересі миру в Европі… 
Перший Конґрес УККА відбувся у місті Вашингтоні, 24 травня 1940. 804 делегати зі 168 різних місцевостей, а також понад 200 запрошених гостей зібралися в історичному готелі «Вашингтон». Окрім тих, хто представляли великих братсько-забезпеченевих союзів які ініціювали з'їзду, були присутні делегати представляли Організація державного відродження України (ОДВУ), Союз українок Америки, Товариство Українських Січових Стрільців, Українські Американські Ветерани, Українські греко-католицькі як і православні парафії та братства, «Соєдиненіє» Греко-Католицьких Руських Братств, різні політичні та українсько-американські клуби, Українські народні доми, хорові, танцювальні та драматичні гуртки та ін. Делегати прибули зі штатів Делавер, Західної Вірджині, Іллінойс, Каліфорнії, Коннектикут, Нью-Йорк, Нью-Джерсі, Массачусетс, Меріленд,  Мічиган, Міннесота, Міссурі, Огайо, Пенсільванії, та Род-Айленд. Серед доповідачів були сенатори Джозеф Гаффі (демократ з Пенсільванії), Джеймс Девіс (республіканець з Пенсільванії) та Френсіс Мелоні (демократ з Коннектикут), конгресмени Патрік Боланд (демократ з Пенсільванії), Адольф Сабат (демократ з Іллінойс), Дж. Гарольд Фланнері (демократ з Пенсільванії), Льюїс Рокфеллер (республіканець з Нью-Йорку), Джеррі Ворхіс (демократ з Каліфорнії), Френсіс Уолтер (демократ з Пенсільванії) та Керолайн О'Дей (демократ з Нью-Йорку), перша жінка-демократка обрана до Конгресу США. На завершення конґресу відбувся гала-концерт за участю українського хору під керівництвом відомого українського маестра Олександра Кошиця.

#### II Конґрес Американських Українців
Другий Конґрес відбувся у Філадельфії, 22–23 січня 1944. Після вторгнення Третього Рейху проти СРСР, комуністи та русофіли у США, заохочувані радянськими лідерами та агентствами, намагалися паплюжити українців в Америці. Антиукраїнська пропаганда поширилася через американської ЗМІ, включно з редакційними статтями на радіомовлення та в антиукраїнських книг. Ця ворожа атмосфера ускладнювала планування Другого Конґресу Американських Українців, особливо з огляду на обмеження на подорожі під час війни. 235 делегати зібралися в готелі Бенджаміна Франкліна і проголосували за амбітну програму діяльності: протягом другого конґресу схвалили американсько-українську акцію військових облігації, заснували Злученого Українсько-Американський Допомогового Комітету щоби надати допомогу українським жертвам та біженцям з Другої світової війни, і також заснували англомовного наукового журналу про Україну – «The Ukrainian Quarterly». Після закінчення війни, делегація українсько-американських представників, обрана на Другому Конгресі, вилетіла до Сан-Франциско, щоб виступати в ім'я вільного і демократичного українського народу під час утворення Об’єднаних Націй.

#### III Конґрес Американських Українців
Третій Конґрес відбувся у місті Вашингтоні, 31 травня 1946. 322 делегати та запрошені гості зібралися в готелі Храм Алмаса де схвалили єдину національну українсько-американську платформу яка підтримала неізоляціоністську зовнішню політику Сполучених Штатів в опозиції «тоталітарно-імперіалістичному СРСР». Більше того, ідеали, закладені в Атлантичній хартії 1941 року, викладені президентом Рузвельтом і прем’єр-міністром Черчіллем, були офіційно прийняті делегатами Третього Конґресу, а також «чотири свободи» президента Рузвельта: свободи слова, свободи віросповідання, право на достатній рівень життя, і свобода від страху. Після завершення третього Конгресу, Президент УККА Стефан Шумейко брав участь у Паризькій мирній конференції, де поширював меморандуми УККА. УККА зосередив свою увагу на мільйонах переміщених осіб у Європі, більше половини з яких перебували у зоні США. Новостворений Об’єднаний Українсько-Американський Допомоговий Комітет (заснований на другому Конгресі) координував українсько-американські зусилля щодо введення в дію Закону про переміщених осіб 1948 року, який передбачав в’їзд понад 200 000 переселенців до США протягом наступних двох років, 85 000 з яких були українців.

#### IV Конґрес Американських Українців
Четвертий Конґрес відбувся у місті Нью-Йорку, 5–6 листопада 1949. Післявоєнна хвиля імміграції брали активну участь серед запрошених гостей та 308 делегатів які представляли близько 475 організаційі в готелі Храм Алмаса. Нові іммігранти представили доповіді про стан переміщених українців, розкиданих по всій Європі, а також зачитали привітання від українських лідерів з східної, західної, та Карпатської України та інших регіонів. Ці «нові прибулі» принесли з собою організаційне мислення, яке призвело до розквіту таких організацій, як Спілка Української Американської Молоді (CУМ-А), Спілка Українських Студентських Товариств Америки (СУСТА), Об'єднання Демократичної Української Молоді (ОДУМ) та Наукове Товариство Шевченка (НТШ). На відміну двох попередніх Конґресів (ІІ та ІІІ), урядовці США повернулися до присутності і доповідах, починаючи з привітання телеграмою від щойно переобраного президента США Гаррі Трумена. У своєму слові до делегатів, сенатор Г. Александер Сміт (республіканець з Нью-Джерсi) зазначив, що це великий привілей і відповідальність Сполучених Штатів очолити та допомогти в зусиллях України «скинути кайдани імперіалізму», і привітав «похмуру рішучість мужніх людей забезпечити свою свободу, а не піддатися спокусливим спокусам фашистсько-нацизму чи комуністично-марксизму". Також до делегатів звернувся заступник держсекретаря США, Герберт Фірст, редактор газети «Свобода» Лука Мишуга, перший президент Комітету Українців Канади (КУК), о. Василь Кушнір, перша голова новоствореної Світової Федерації Українських Жіночих Організацій (СФУЖО) Олена Кисілевська, Микола Лебедь був присутнім в імені з Української Головної Визвольної Ради (УГВР), а також Едвард Шонесі, директор Служби імміграції та натуралізації США, який закликав американських українців ділитися правдою про життя за межами залізної завіси зі своїми друзями та родиною, які залишилися в Європі.

#### V Конґрес Американських Українців
П'ятий Конґрес відбувся у місті Нью-Йорку, 4–6 липня 1952.

#### VI Конґрес Американських Українців
Шостий Конґрес відбувся у місті Нью-Йорку, 28-30 травня 1955

#### VII Конґрес Американських Українців
Сьомий Конґрес відбувся у місті Вашингтоні, 21–23 лютого 1959

#### VIII Конґрес Американських Українців
Восьмий Конґрес відбувся у місті Нью-Йорку, 12–14 жовтня 1962

#### IX Конґрес Американських Українців
Дев'ятий Конґрес відбувся у місті Нью-Йорку, 7–9 жовтня 1966

#### X Конґрес Українців у ЗСА
Десятий Конґрес  відбувся у місті Нью-Йорку, 24–26 жовтня 1969

#### XI Конґрес Українців у ЗСА
Одинадцятий Конґрес відбувся у місті Нью-Йорку, 6–8 жовтня 1972

#### XII Конґрес Українців у ЗСА
Дванадцятий Конґрес Українців ЗДА відбувся у місті Нью-Йорку, 8–10 жовтня 1976

#### XIII Конґрес Українців Америки
Тринадцятий Конґрес відбувся у Філадельфії, 10–12 жовтня 1980

#### XIV Конґрес Українців Америки
Чотирнадцятий Конґрес відбувся у місті Нью-Йорку, 23–25 листопада 1984

#### XV Конґрес Українців Америки
П'ятнадцятий Конґрес відбувся у місті Вашингтоні, 16–18 вересня 1988

#### XVI Конґрес Українців Америки
Шістнадцятий Конґрес Українців Америки відбувся у Іст-Гановер (Нью-Джерсі), 16–18 жовтня 1992

#### XVII Конґрес Українців Америки
Сімнадцятий Конґрес відбувся у Іст-Гановер (Нью-Джерсі), 18–20 жовтня 1996

#### XVIII Конґрес Українців Америки
Вісімнадцятий Конґрес відбувся у Чикаго, 13–15 жовтня 2000

#### XIX Конґрес Українців Америки
Дев'ятнадцятий Конґрес відбувся у Філадельфії, 24–26 вересня 2004

#### XX Конґрес Українців Америки
Двадцятий Конґрес відбувся у Клівленді (Огайо), 17–19 жовтня 2008

#### XXI Конґрес Українців Америки
Двадцять Перший Конґрес відбувся у Йонкерс (Нью-Йорк), 28–30 вересня 2012

#### XXII Конґрес Українців Америки
Двадцять Другий Конґрес відбувся у Гартфорд (Коннектикут), 23–25 вересня 2016

#### XXIII Конґрес Українців Америки
14 травня 2020, Крайова рада УККА проголосувала за перенесення вже запланованого 23-го Конгресу УККА через пандемію коронавірусу. Натомість святкування 80-річчя УККА відбулося онлайн. 14 серпня 2022, Крайова рада проголосувала за перенесення свого планованого 23-го з’їзду після початку повномаштабного вторхнення у лютому 2022. Наступна конвенція повернеться відповідно до чотирирічної традиції, зазначеної в статуті УККА, «в роках виборів Президента США, в часі і місці, визначених Крайовою Радою УККА». Як раніше було озвучено під час голосування та обговорення у 2020 та 2021 роках, Президент УККА Андрій Футей на засіданні 14 серпня повторив, що в рамках пропозиції Президії Українського Конгресового Комітету Америки не проводити з’їзд до 2024 року, залишається домовленість про те, що поточний список членів Крайової Екзекутиви залишатиметься на посаді до конвенції 2024 року, а термін повноважень чинного президента УККА закінчиться на конвенції 2024 року.
23 січня 2024, відповідно до cтатуту УККА, Крайова Рада затвердила пропозицію Президії Крайової Екзекутиви УККА про призначення дату Двадцять Третього Конґресу Українців Америки на 11-13 жовтня 2024 року. Конґрес відбудеться за межами Філадельфії.

## Керівні органи
Керівними органами УККА є: Конґреси Українців Америки (до 1969, Конґреси Американських Українців; з 1969–1980, Конґреси Українців ЗСА), що відбуваються що 4 роки (до 1972, що 3 роки), президія і крайова екзекутива (разом 15 членів), крайова рада (раніше — політична рада), крайова контрольна комісія і крайовий громадський суд.

#### Конґреси Українців Америки
Конвенції членів УККА відбуваються щочотири роки, конкретно «в роках виборів Президента США, в часі і місці, визначених Крайовою Радою УККА» під назвою «Конґреси Українців Америки». Обєднаннє Українських Орґанізацій в Америці раніше створили концепцію загальнодержавної конвенції США під назвою «Конґрес Українців Америки».

#### Крайова Екзекутива УККА
Крайова Екзекутива УККА складається із Президента, Голови Крайової Ради, Заступник Президента, Секретаря, Скарбника і 10 додаткових членів обрані на Конґресі Українців Америки. Президенти були такими:
- Микола Мурашко (1940–1944)
- Степан Шумейко (1944–1949)
- Лев Добрянський (1949–1954, та 1962–1983)
- Дмитро Галичин (1954–1962)
- Ігнат Білинський (1983–1992)
- Аскольд Лозинський (1992–2000)
- Михайло Савків, мол. (2000–2008)
- Тамара Ґалло-Олексій (2008–2016)
- Андрій Футей (2016–2024)

#### Крайова Рада УККА
В часі між Конґресами Українців Америки, крайова рада є найвищим керівним органом УККА. Крайова рада складається з членів крайової екзекутиви УККА, та головного редактора журналу «The Ukrainian Quarterly», а також:
- делегатів від головних українських віровизнань, призначених найвищими зверхниками цих віровизнань на терені США:
  - Української Православної Церкви у США
  - Філадельфійської митрополії УГКЦ
- делегатів від кожної крайової чи центральної членської організації (деякі з яких мають місцеві відділи/осередки/пости, розподілені по Сполучених Штатах, які є важливі компоненти у складі місцевих відділів УККА):
  - Асоціації Українських Правників Америки
  - Всеамериканської Громадської Організації «Нова Українська Хвиля»
  - Об'єднання Жінок Оборони Чотирьох Свобід України (ОЖ-ОЧСУ)
  - Об'єднання Українців в Америці «Самопоміч»
  - Організації Державного Відродження України (ОДВУ)
  - Організації Оборони Чотирьох Свобід України (ООЧСУ)
  - Організації Оборони Лемківщини (ООЛ)
  - Організації Українсько-Американських Ветеранів
  - Пласт Українська Скаутська Організація – США
  - Союзу Українців Католиків «Провидіння» в Америці
  - Спілки Українських Студентських Товариств Америки (СУСТА)
  - Спілки Української Молоді в США (CУМ-А)
  - Товариства Української Повстанської Армії в США (Т-УПА)
  - Централя Українських Кооператив Америки (ЦУКА)
  - Українське Лікарське Товариства Північної Америки (УЛТПА)
  - Українського Народного Союзу (УНС)
- делегатів українсько-американських інституцій які не мають фізичних членів:
  - Менор Коледж
  - Фундації «Спадщина» Банку Певність
  - Фундації Українського Вільного Університету (Ф-УВУ)
  - Центру Відносин США-Україна
  - Украı̈нсько-Американськоı̈ Фундаціı̈ «Воля»
- представників громадських комітетів:
  - Крайового комітету США з визнання Голодомору геноцидом
  - Злученого Українсько-Американський Допомогового Комітету (ЗУАДК /ЗУДАК)
  - Ради Оборони й Допомоги Українцям (РОДУ)
  - Шкільної Ради при УККА
  - Українського Комітету Людських Прав
- представників місцевих відділів УККА та штатових координаційних рад як і окружних комітетів місцевих відділів УККА.

Для плянування діяльності і оцінки звітів діяльності з поодиноких ділянок праці УККА, крайова рада творить комітети й комісії, постійні, так і спеціальні. Ці Комісії працюють під проводом вибраних з-поміж себе голів, а їхні наради відбуватимуться тоді, коли заходить потреба. При крайової раді діють постійні комітети/комісії:
- Фінансовий комітет
- Статутова комісія
- Комітет зовнішніх зв'язків
- Комісія для Членських Справ
- Комітет у справах молоді та студентів
- Комітет з питань нерухомості
- Комітет з питань управління

Попередні спеціальні комітети:
- Комітет пам'ятника Шевченка (1960-1963)
- Комітет 200-ліття ЗСА і 100-ліття українського поселення в Америці (1972-1976)
- Комітет пам'ятника жертвам українського Голодомору-Геноциду 1932—1933 років (2010-2015)
- Крайові комітети до великих річниць Акції «Вісла», заснування УПА, великого рейду УПА на захід, та Великого Голодомору 1932-33 років

## Діяльність УККА

#### Фінансова база
Фінансову базу УККА складають членські внески організацій та вплати окремих громадян в Український Народний Фонд. Річні збірки у 1950—1980 рр. становили пересічно 150 000 дол.; 1970 року було 12 000 платників.

#### Видавнича діяльність
З 1944 р. УККА видає The Ukrainian Quarterly за ред. Миколи Чубатого, 1957 — В. Душника (останній редагував також двотижневик The Ukrainian Bulletin 1948–1970).

Марка УККА до річниці голодомору, 1953 рік

Видавництво УККА видало низку книжок українською і англійською мовами та інших інформативних матеріалів про Україну. На сторінках двох українських щоденників і двох тижневиків з'являються неперіодично «Конгресові Вісті» (з 1975). У Вашингтоні існує Інформаційне бюро УККА (працювало під керівництвом Л.Добрянського).

#### Суботні школи
При УККА діє як автономна установа Шкільна Рада, якій підлягають суботні школи українознавства (у 1970 р. — 75 шкіл, 1980 р. — 40, 2005 р. — 36). Вона видає підручники (близько 30 назв), затверджує і розробляє програми навчання, видає випускні свідоцтва та дбає за підготовку вчителів (педагогічні курси).

#### Громадсько-політичні та культурологічні акції
Як позапартійна громадська організація, УККА намагається чинно співпрацювати з різними українськими політичними центрами, але тільки укладає договори лише з тими, котрі підтримують діяльність УККА і дотримуються до постанов, визначених керівними органами УККА.
Діальність УККА спрямована на захист права українського народу на самостійне життя, на захист релігійної свободи, культури й інших форм національного вияву не лише в Україні, але й українських меншин поза нею; зокрема, провадилися акції у справі політв'язнів в Україні й захисту людських прав та різні заходи за визнання і належне місце української етнічної групи у США. Головною акцією УККА були, серед інших, заходи проти репатріації українських переміщених осіб та переселення їх до Америки. З цією метою УККА сприяв створенню Злученого Українського Американського Допомогового Комітету, клопотався за надання права азилю воякам УПА й Дивізії «Галичина», домагався встановлення урядом дипломатичних зв'язків між США й Києвом, виступав проти політики «непередрішення» Американського Комітету визволення народів Росії, за проголошення урядом США Тижня поневолених націй (пізніше УККА ініціював щорічні відзначення цього Тижня у липні), на захист новітніх дисидентів та правозахисників в Україні, підтримував зв'язки й інформував державні органи у Вашингтоні та міжнародні організації, зокрема ООН.
Досягненнями УККА було спорудження та відкриття у Вашингтоні 1964 року пам'ятника Т.Шевченкові, відзначення 100-ліття української еміграції у США (1976–1977), щорічні відзначення Дня української державности в Конгресі США, в конґресах штатів та у деяких міських урядах.
Як позапартійна громадська організація, УККА намагається чинно співпрацювати з різними українськими політичними центрами, але тільки укладає договори лише з тими, котрі підтримують діяльність УККА і дотримуються до постанов, визначених керівними органами УККА.
У 1947 УККА співорганізовав Панамериканську українську конференцію, яка об’єднала організаційні зусилля УККА, Конґресу Українців Канади, Української Центральної Репрезентації в Аргентині та Товариства Приятелів Української Культури в Бразилії.
У 1967 році, УККА співпрацював з іншими громадськими організаціями для створення Світового Конґресу Вільних Українців (СКВУ), найбільшої міжнародної координаційної надбудові Українських громадських організацій в історії Української діяспори. З 2003, СКУ визнаний як неурядова організація зі спеціяльним консультативним статусом при Організації Об'єднаних Націй (ООН), де представники УККА з того часу беруть участь у засіданнях та різних комітетах з рамени СКУ.  

#### Кризи, опозиційні течії та розколи
Через 13 місяців після успіху першого Конґресу Американських Українців почалося наступальна операція збройних сил Третього рейху проти їх союзників СРСР. Коли вчорашній союзник Гітлера став союзником Америки та Великої Британії, совєтофільські та комуністичні кола прийшли до голосу та впливу в Америці, і раптом бажали за всяку ціну розрахуватись із українськими «мазепинцями». Під впливом усього того, три співзасновники УККА — Український Народний Союз, Український Робітничий Союз, і Союз Українців Католиків «Провидіння» в Америці — відкликали своїх представників із Конґресового Комітету, щоби відтягнутись від політики і в такий спосіб заощадити своїм установам від можливого збентеження. До того часу, Обєднаннє себе зліквідувало, а ще інші політичні організації, як гетьманська організація, розвязалися або припинили свою діяльність. Таким чином два роки американські українці не мали своєї репрезентативної політичної установи, а всі засоби комуністичної пропаганди були зосереджені обвинувачувати українських патріотів в націзмі, очорнювати та оклевечувати українського національно-визвольного руху в усяких найгірших політичних злочинах. Завдяки організаторам з Детройта та представників Української Народної Помочі, планування другого Конгресу вдалося продовжити і три братські союзи повернулися до участі. Підсумком тих підготовчих зустрічей стало рішення про перетворення Українського Конґресового Комітету, побудований не тільки на зусилля братських союзів, а побудованого на представництві громад.
В 1966 виник опозиційний Комітет Громадської Єдности, частина прихильників якого оформила поза УККА Асоціацію Українців Америки. 1978 конфлікт Асоціації з УККА було полагоджено, але на XIII-му конґресі УККА у Філадельфії у жовтні 1980 дійшло до нової широкої опозиції. Як наслідок, два братські союзи та 25 центральних крайових організацій залишили конґрес і створили власні структури: на початку 1981 Комітет правопорядку УККА, потім Українсько-Американська Координаційна Рада (УАКРада).
Відповідно до пропозиції митрополита Германюка під час III-му Конгресі Світового Конґресу Вільних Українців, УККА не реагував на публічні осуди, а продовжував заходи для відновлення співдії всіх крайових організацій перед XIV-му конґресі УККА в місті Нью-Йорку. Коли стало очевидно, що ті, хто вийшли у 1980 не повернуться всі разом, Організаційний комітет УККА збирався до роботи по об'єднанні організованого українського життя в Америці. До нинішнього дня, крайові організації такі як Український Народний Союз, Організація Українсько-Американських Ветеранів, Українське Лікарське Товариство Північної Америки, Пласт та Організація Державного Відродження України, які у 1980 відійшли, знову грають активну роллю як членські організації Крайової Ради УККА. Ще інші, як Українська Братська Асоціація, злилися з іншими членськими організаціями УККА. З тих крайових організацій, які вирішили залишитися неприєднаними, такі як окремі відділи Союзу Українок Америки (СУА) сьогодні стоять членами місцевих відділів УККА.
Не існує жодної іншої центральної організації у США яка об'єднує організоване українське життя своїми щочотирирічними конвенціями, десятками активних місцевих відділів, і черговими виборами керівництва.

## Визначні діячі
Крім згаданих, визначними діячами УККА були: Йосип Лисогір (віце-президент), Антін Батюк (віце-президент), Богдан-Тарас Гнатюк, Олена Лотоцька, Роман Смаль-Стоцький, Іван Флис, Т.Миник, М.Пізнак, І.Робертс, С.Ярема й ін.
УККА своїх заслужених членів, а також відомих неукраїнців за їх сприяння українській справі нагороджує Шевченківською грамотою Волі Shevchenko Freedom Award (до 1980 р. нагородили понад 80 осіб).